# 昭苏马场
昭苏马场，是中华人民共和国新疆维吾尔自治区伊犁哈萨克自治州昭苏县下辖的一个乡镇级行政单位。

## 行政区划
昭苏马场下辖以下地区：
卡日卡特服务站村、苦都尔站村和鱼尔突站村。